# Truck (album)
Truck is het derde studioalbum (een dubbelalbum) van de Nederlandse zanger en multi-instrumentalist Jett Rebel. Het verscheen op 22 januari 2016 en is het eerste van drie albums die Rebel binnen het tijdsbestek van een jaar uitbracht. Het tweede album was Don't Die on Me Now, het derde Super Pop. De drie albums staan los van elkaar maar zijn wel als een drieluik met elkaar verbonden: de experimentalist, de muzikant en de componist.
In het televisieprogramma De Wereld Draait Door liet Rebel voor het eerst wat laten horen van het album Truck. Hij speelde daar op 2 december 2015 een nummer van het album: You're Still You, Aren't You?
Er werd van het album één single uitgebracht, It's Cruel, op 15 januari 2016. Op 4 januari had MTV Nederland het album al aangekondigd als een van de 8 gewilde opkomende albums van 2016.

## Studio-opname
Het album werd in 2015 opgenomen in het oude huis van Rebel in Soesterberg. De titel van het album kwam tot stand in New York. Rebel was in november 2015 voor een tiendaagse tournee in New York, tijdens een jaarlijks terugkomend Live in Your living Room-festival. Het album zou aanvankelijk Trucker's Towel gaan heten, zoals het nummer op het album, maar eenmaal in New York beland en met de voor de hand liggende inspiratiebronnen en signalen die Rebel kreeg, werd gekozen voor Truck. Rebel nam het album in zijn eentje op op een Tascam Portastudio-viersporen-cassetterecorder.
Er staan 27 tracks op het album, waarin wordt geëxperimenteerd met de sound, lo-fi.

## Afspeellijst
Alle liedjes werden geschreven door Jett Rebel.
1. "It's Cruel" - 2:37
2. "Now I Know" - 2:59
3. "Trucker's Towel" - 1:10
4. "Can't Start Crying Now" - 4:13
5. "Get Well Soon Allyson" - 1:58
6. "Got a Clarinet!" - 0:48
7. "Do You Feel Alright?" - 2:13
8. "How to Take Care of You" - 1:32
9. "Sundown" - 3:19
10. "Casio Interlude 2" - 1:20
11. "The Love You Give:" - 3:48
12. "It's Cruel Reprise" - 1:21
13. "Les Is More" - 0:02
14. "Tape 1 Side B (Extracts)" - 0:50
15. "Dream Girl" - 3:30
16. "Nothing's Gonna Change My Mind" -2:13
17. "In My Mind" - 1:42
18. "This Song Is Not Suitable for Radio" - 2:33
19. "I Wanna Be a Songwriter" - 0:48
20. "Automatic Orange Juice Machine" - 1:48
21. "Sometimes You Don't Feel Happy"- 2:47
22. "Do You Feel Alright?, (Pt. II)" - 3:02
23. "Going On" - 2:43
24. "Around You" - 3:24
25. "I've Got a New Watch/Overture" - 1:23
26. "Feel Like I Can Take on the World Again" - 1:25
27. "You're Still You, Aren't You?" - 2:00[6]

Totale duur van het album: 58 minuten

## Productie
Het album werd geschreven, gecomponeerd, gearrangeerd en geproduceerd door Jett Rebel. Hij mixte het in poppodium Gebouw-T te Bergen op Zoom. De mastering werd verzorgd door Darcy Proper, senior mastering engineer van Wisseloordstudio's die de mastering van de meeste albums van Rebel verzorgde.
Het artwork van Truck werd ontworpen door Melvin Mackaaij. De foto's werden gemaakt door Rebel zelf, met een analoge camera met zelfontspanner. Het album is uitgebracht op compact disc, muziekcassette en langspeelplaat. DE langspeelplaat werd geperst door Music On Vinyl.
Truck werd uitgebracht door Baby Tiger Records, een eigen label van Rebel, een divisie van JJ Music V.o.F. Het werd exclusief in licentie gegeven aan Sony Music Entertainment Nederland B.V.

## Critici
Het album werd wisselend ontvangen door critici. Muziektijdschrift OOR schreef over het album: "In het schetsboek van Jelte Tuinstra is het heerlijk grasduinen. Het is lachen om This Song Is Not Suitable For Radio, I Wanna Be A Songwriter en Automatic Orange Juice Machine, maar er is ook ontroering bij het half afgeronde maar briljante How To Take Care Of You en bewondering voor de vele aanstekelijke popdeuntjes, zoals It's Cruel, Now I Know en Sundown. Truck is het eerste van drie albums die Jett Rebel dit jaar wil uitbrengen. Van mij mag hij. Want Truck is een verrassend en origineel plaatje, dat smaakt naar meer."
In de Volkskrant werd geschreven: "Slechts één ster voor het nieuwe album van Jett Rebel, Nederlands grootste poptalent? Volgens recensent Gijsbert Kamer is het materiaal op Truck 'domweg niet goed genoeg om in welke vorm dan ook te worden uitgebracht'."
Journalist Harry Prenger ging hier in de aanval om bijval te geven aan Jett Rebel. Hij schreef over het album: "In het geval van Truck heeft Jett Rebel gekozen om nadrukkelijk af te wijken van alles wat letterlijk prettig in het gehoor ligt, onder meer van de radiovriendelijke liedjes die hem bekend maakten. Jett Rebel is in zijn omarming van het experiment als gesamtkunstwerk, aanhanger van Frank Zappa's gedachtegoed, dat zonder af te wijken er geen vooruitgang mogelijk is. Die benadering is prijzenswaardig. Het gaat om een plaat die bol staat van schetsmatig opgenomen songs die ook nog eens gammel, speels en stuurs klinken."